# ハーラール食品工業団地
ハーラール食品工業団地 (タイ語:นิคมอุตสาหกรรมอาหารฮาลาล、英語：Halal Food Industrial Estate）は、タイのタイ工業団地公社の管理する工業団地の一つ。タイ南部パッターニー県パナーレ郡とサーイブリー郡に位置する。2008年に開設。南部開発のための重要な工業地帯であり、政府からも手厚い恩恵待遇があるが、分離派のテロなどにより十分に入居企業が入らず開発計画が停滞している。

## 管理事務所所在地
バンコク ラーチャテーウィー区 マッカサン地区 ニコム・マッカサン通り 618 タイ工業団地公社内
（618 ถนนนิคมมักกะสัน แขวงมักกะสัน เขตราชเทวี กรุงเทพฯ 10400） 

## 用地
- 用地面積 - 総面積  933ライ（第1フェーズ 172ライ）[2]

## 施設
- 水道水：24,000㎥/日（計画）の生産力。（第1フェーズ8,000㎥/日、第2フェーズ16,000㎥/日を増設）8.8㎞先のサーイブリー川を水源とする
- 電力：155/33kV高圧電流。ヤラー第3区地方電力公社より供給。
- 電話：960回線（TOT社）。
- 廃水処理 ：シーケンス・バッチ式反応槽による共同処理施設を持ち、処理能力6,000㎥/日（第1フェーズ）。4つの廃水処理システムが計画されており、完成後は廃水処理能力は24,000㎥/日。
- ごみ焼却所:一般ごみ―焼却処理力 4.8t/日（第1フェーズ）、9.6t/日（第2フェーズ）。有害ゴミ―400㎡の一階建て臨時保蔵庫を有し、工業省認可機関による処理が行われる
- 再資源化施設：有機ゴミ―飼料化、堆肥化、リサイクル
- 道路：幹線道路は鉄筋コンクリート舗装幅員14m（4車線）
- ワンストップサービスセンター（OSS）:工業団地事務所にある。GMP/HACCPのハーラール食品基準の認定が受けられる。

## 関連事項
- 工業省 (タイ)
- タイ工業団地公社